# Bernard Camille
Bernard Camille (1975. október 6. –) Seychelle-szigeteki nemzetközi labdarúgó-játékvezető.

## Pályafutása
Lakókörzetének labdarúgó-szövetség által üzemeltetett bajnokságokban kezdte sportszolgálatát. A SFF Játékvezető Bizottságának (JB) minősítésével a First Division játékvezetője. Küldési gyakorlat szerint rendszeres 4. bírói szolgálatot is végzett.
A Seychelle-szigeteki labdarúgó-szövetség JB terjesztette fel nemzetközi játékvezetőnek, a Nemzetközi Labdarúgó-szövetség (FIFA) 2011-től tartja nyilván bírói keretében. A FIFA JB központi nyelvei közül a franciát és az angolt beszéli. A CSF JB besorolása szerint elit kategóriás bíró. Több nemzetek közötti válogatott, valamint CAF-konföderációs kupa és CAF-bajnokok ligája klubmérkőzést vezetett, vagy működő társának 4. bíróként segített. Válogatott mérkőzéseinek száma: 21 (2015. november 14.)
A 2015-ös U20-as labdarúgó-világbajnokságon a FIFA JB bíróként alkalmazta.
| Időpont         | Helyszín                           | Mérkőzés típusa              | Mérkőzés                    | Eredmény | Nézők száma |
| --------------- | ---------------------------------- | ---------------------------- | --------------------------- | -------- | ----------- |
| 2015. május 30. | Northland Events Centre, Whangarei | csoportmérkőzés (A. csoport) | Egyesült Államok–Mianmar    | 2 – 1    | 5816        |
| 2015. június 7. | Taranaki Stadion, New Plymouth     | csoportmérkőzés (F. csoport) | Fidzsi-szigetek–Üzbegisztán | 0 – 3    | 5011        |

A 2014-es labdarúgó-világbajnokságon, valamint a 2018-as labdarúgó-világbajnokságon a FIFA JB játékvezetőként alkalmazta. Selejtező mérkőzéseket az CAF zónában irányított.
| Időpont             | Helyszín                                 | Mérkőzés típusa                     | Mérkőzés                  | Eredmény | Nézők száma |
| ------------------- | ---------------------------------------- | ----------------------------------- | ------------------------- | -------- | ----------- |
| 2012. június 2.     | Barthélemy Boganda Stadion, Bangui       | (2014 vb) előselejtező (A. csoport) | Közép-Afrika–Botswana     | 2 – 0    | 20 000      |
| 2013. június 8.     | November 11. Stadion, Barthélemy Boganda | (2014 vb) előselejtező (J. csoport) | Angola–Szenegál           | 1 – 1    | 40 000      |
| 2013. június 16.    | Városi Stadion, Malabo                   | (2014 vb) előselejtező (B. csoport) | Egyenlítői Guinea–Tunézia | 1 – 1    | 8000        |
| 2013. szeptember 7. | Félix Houphouët-Boigny Stadion, Abidjan  | (2014 vb) előselejtező (C. csoport) | Elefántcsontpart–Marokkó  | 1 – 1    | 20 000      |

| Időpont            | Helyszín                       | Mérkőzés típusa                 | Mérkőzés       | Eredmény |
| ------------------ | ------------------------------ | ------------------------------- | -------------- | -------- |
| 2015. november 14. | d'Angondjé Stadion, Libreville | (2018 vb) előselejtező (2. kör) | Gabon–Mozambik | 1 – 0    |

A 2013-as afrikai nemzetek kupája, valamint a 2015-ös afrikai nemzetek kupája labdarúgó tornán a CAF JB bíróként foglalkoztatta.
| Időpont          | Helyszín                | Mérkőzés típusa         | Mérkőzés                     | Eredmény |
| ---------------- | ----------------------- | ----------------------- | ---------------------------- | -------- |
| 2012. január 22. | Setsoto Stadion, Maseru | (CAF 2013) előselejtező | Lesotho–São Tomé és Príncipe | 0 – 0    |

| Időpont          | Helyszín                   | Mérkőzés típusa                         | Mérkőzés             | Eredmény | Nézők száma |
| ---------------- | -------------------------- | --------------------------------------- | -------------------- | -------- | ----------- |
| 2013. január 25. | Mbombela Stadion, Mbombela | (CAF 2013) csoportmérkőzés (C. csoport) | Burkina Fasó–Etiópia | 4 – 0    | 35 000      |

| Időpont             | Helyszín                      | Mérkőzés típusa                      | Mérkőzés                              | Eredmény |
| ------------------- | ----------------------------- | ------------------------------------ | ------------------------------------- | -------- |
| 2014. június 1.     | Nemzeti Stadion, Harare       | (CAF 2015) előselejtező (2. kör)     | Zimbabwe–Tanzánia                     | 2 – 2    |
| 2014. szeptember 6. | Városi Stadion, Addisz-Abeba  | (CAF 2015) előselejtező (B. csoport) | Etiópiai labdarúgó-válogatott–Algéria | 1 – 2    |
| 2014. október 15.   | Városi Stadion, Tamale        | (CAF 2015) előselejtező (E. csoport) | Ghána–Guineai labdarúgó-válogatott    | 3 – 1    |
| 2014. november 19.  | Levy Mwanawasa Stadion, Ndola | (CAF 2015) előselejtező (F. csoport) | Zambia–Zöld-foki Köztársaság          | 1 – 0    |

| Időpont          | Helyszín                | Mérkőzés típusa                         | Mérkőzés                                                   | Eredmény | Nézők száma |
| ---------------- | ----------------------- | --------------------------------------- | ---------------------------------------------------------- | -------- | ----------- |
| 2015. január 19. | Városi Stadion, Mongomo | (CAF 2015) csoportmérkőzés (C. csoport) | Ghánai labdarúgó-válogatott–Szenegáli labdarúgó-válogatott | 1 – 2    | 13 569      |
| 2015. január 31. | Városi Stadion, Bata    | (CAF 2015) egyik negyeddöntő            | Kongó–Kongói Demokratikus Köztársaság                      | 2 – 4    | 31 670      |

Az Afrikai nemzetek bajnoksága labdarúgó tornán a CAF JB hivatalnokként foglalkoztatta.
| Időpont          | Helyszín                         | Mérkőzés típusa              | Mérkőzés                                                    | Eredmény | Nézők száma |
| ---------------- | -------------------------------- | ---------------------------- | ----------------------------------------------------------- | -------- | ----------- |
| 2014, január 11. | Városi Stadion, Fokváros         | csoportmérkőzés (C. csoport) | Mali–Nigéria                                                | 2 – 1    | 14 000      |
| 2014, január 22. | Free State Stadion, Bloemfontein | csoportmérkőzés (D. csoport) | Mauritánia–Gaboni labdarúgó-válogatott                      | 2 – 4    | 7000        |
| 2014, január 25. | Városi Stadion, Fokváros         | egyik negyeddöntő            | Marokkói labdarúgó-válogatott–Nigériai labdarúgó-válogatott | 3 – 4    | 8000        |

A 2013-as COSAFA kupa  labdarúgó tornán a CAF JB bírói feladattal alkalmazta.
| Időpont          | Helyszín                       | Mérkőzés típusa              | Mérkőzés                                                     | Eredmény | Nézők száma |
| ---------------- | ------------------------------ | ---------------------------- | ------------------------------------------------------------ | -------- | ----------- |
| 2013. július 7.  | Arthur Davies Stadion, Kitwe   | csoportmérkőzés (B. csoport) | Botswanai labdarúgó-válogatott–Szváziföld                    | 0 – 0    |             |
| 2013. július 11. | Nkana Stadion, Kitwe           | csoportmérkőzés (B. csoport) | Kenya–Botswanai labdarúgó-válogatott                         | 1 – 2    |             |
| 2013. július 14. | Nkana Stadion, Kitwe           | egyik negyeddöntő            | Zambiai labdarúgó-válogatott–Mozambiki labdarúgó-válogatott  | 3 – 1    |             |
| 2013. július 20. | Jassim Bin Hamad Stadion, Doha | döntő                        | Zimbabwei labdarúgó-válogatott–Zambiai labdarúgó-válogatott] | 0 – 2    |             |